# Denmark Hill
Denmark Hill ist der Name einer Straße und eines Gebiets im Londoner Stadtteil Camberwell des Bezirks Southwark östlich von Brixton und nördlich von Herne Hill.

## Geschichte

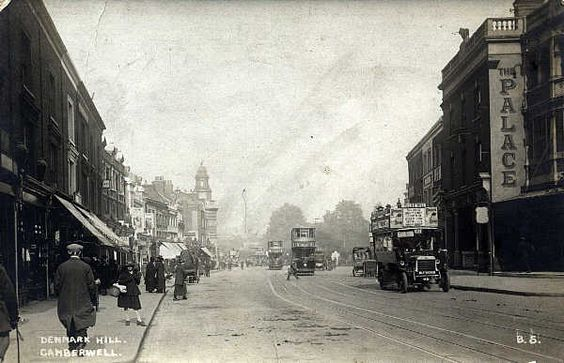
Historisches Foto von 1905

Namenspate für Denmark Hill war wohl Prinz Georg von Dänemark (1653–1708), der Ehemann der Königin Anne von Großbritannien (1665–1714), der auf dem damals noch kaum bebauten Gebiet gerne zur Jagd ging. Ein Großteil der Ländereien von Denmark Hill und Herne Hill wurde 1783 vom wohlhabenden Holzhändler Samuel Sanders käuflich erworben. Kurz darauf ließ er dort ein Herrenhaus für sich errichten. Bis zur Mitte des 19. Jahrhunderts kamen weitere Häuser hinzu, die mit Ausnahme von drei Gebäuden wieder verschwunden sind. Diese stehen auf dem Gelände des heutigen King’s College Hospital.
Während des Zweiten Weltkriegs befand sich in der Straße Grove Park Nr. 113 eine wichtige Funkabhörstelle des britischen Geheimdienstes, genannt Denmark Hill Y Station. Sie lag innerhalb der damaligen Polizeidienststelle der Metropolitan Police von Denmark Hill.

## Infrastruktur
Heute liegen auf dem Gebiet von Denmark Hill außer dem King’s College Hospital das King’s College London mit dem Cicely Saunders Institute, das William Booth College, das Maudsley Hospital, der Bahnhof Denmark Hill sowie der 
Ruskin Park.

## Persönlichkeiten
- Samuel Prout (1783–1852), Maler
- Sir Henry Bessemer (1813–1898), Ingenieur und Erfinder
- Danny Kirwan (1950–2018), Musiker
- Jenny Agutter (* 1952), Schauspielerin
- Stan Tracey (1956–2013), Musiker
- Rio Ferdinand (* 1978), Fußballspieler
- Myles Lewis-Skelly (* 2006), Fußballspieler